# 反時代的考察
『反時代的考察』（はんじだいてきこうさつ、ドイツ語原題：Unzeitgemäße Betrachtungen）は、フリードリヒ・ニーチェの著書。
本書は、ヨーロッパ、特にドイツ文化の現代的状況に関する4つの評論及びエッセイ（予定されていた13本のうちの1本）をまとめたものである。死後出版された5番目のエッセイは『我ら文献学者（Wir Philologen）』という表題で、「文献学の課題：消滅」としている。
ニーチェは経験的知識の限界を論じ始め、後に洗練されるアフォリズム的な構成をとっている。また、本書は『悲劇の誕生』の頃に見られた素朴さと、新たに展開されるニーチェの過激な論考の過渡期を示すものとされている。

## 概要
1873年から1876年にかけて、ニーチェは4本の長い評論を発表していた。『ダーヴィト・シュトラウス、告白者と著述家』（1873年）、『生に対する歴史の利害について』（1874年）、『教育者としてのショーペンハウアー』（1874年）、『バイロイトにおけるヴァーグナー』（1876年）であり、これらの4本を『反時代的考察』の標題のもとに一冊にまとめられた。
なお、当初の企画では13本の評論からなる予定であったとされ、ニーチェにとってこの作業は6年間（半年ごとに1つを書く）続くものと考えられていた。1873年の日記によると、次のような構成が練られていた。
1,文化的ペリシテ人 2,歴史 3,哲学者 4,学者 5,美術 6,教師 7,宗教 8,戦争と国家 9,主調 10,自然科学 11,民俗学 12,商業 13,言語

## 構成

### ダーヴィト・シュトラウス、告白者と著述家
当時の｢流行思想家｣、ダーヴィト・シュトラウス（en）の文化論に対するポレミックな批判からなる。
彼はシュトラウスの思想を「新教」（歴史の進行に基づいて科学的に決定された普遍的なメカニズム）とし、退廃した文化に奉仕する低俗な歴史の解釈とし、シュトラウスを疑似文化のペリシテ人として批判している。

### 生に対する歴史の利害について
生に対する歴史の利害について (原題 : Vom Nutzen und Nachteil der Historie für das Leben) は「知識を得る目的としての知識」という一般的な視点ではなく、社会全体の健康をどのように向上させるのかの説明に沿って、生きることが最大の関心となるように歴史を読み解く1つの代替手段を示している。また同時に、古典的ヒューマニズムの基本的教訓への批判を展開している。
この評論で、ニーチェは人間の歴史主義 (人間は歴史を通じて創造されたという思想) と、人間の主観性の中に重要な側面があることから、客観的概念を持つことができるという両方の考えを批判している。ニーチェは、人間の本質はその内面ではなく、より高いところにあると、次の「教育者としてのショーペンハウアー」 (原題 : Schopenhauer als Erzieher) で展開している。グレン・モストは、ニーチェが歴史を"Geschichte"でなく"Historie"としたように、その評論を「生命の歴史部分の利用と乱用」として翻訳できると論じた。さらに、このタイトルはレオン・バッティスタ・アルベルティの研究論文 "De commodis litterarum atque incommodis" (文学研究の長所と短所について、1428年)に言及したヤーコプ・ブルクハルトに起源があると主張した。グレン・モストは、ニーチェが時期を誤ったことは、歴史主義を超え、ヴィルヘルム・フォン・フンボルトのヒューマニズムへの回帰を、そしておそらくそれを超えて、ルネサンスの初期のヒューマニズムへの回帰を求めたことだと述べている。
この特別な評論は、ニーチェの内心で、大きくなっていった一段と激しいエリート主義を表した、注目すべきものである。ニーチェの「時期を誤った」命題は、人類の大多数の集団の不必要さと、歴史が「偉人」だけに存在する意味を、積極的に主張する民衆の近代性に直面している。
私にとって、民衆は次の3つの点でのみ価値があると考える。初めは、版面がすり減り、質の悪い紙に表れる偉人のぼやけた複製として、それから偉人たちへの抵抗として、最終的には偉人の仕事道具として。残りは悪魔と統計に運び去らせなさい。—フリードリヒ・ニーチェ、生に対する歴史の利害について

### 教育者としてのショーペンハウアー
本評論はニーチェのショーペンハウアー観が如実に受け取られ、この中で提示された｢3つの人間像｣なるものは、後の思想的展開の根幹にあたる部分とも言える。
｢我らの近代が次々に提示した｣ドイツ文化の3つの主要な人間像、それは｢ルソー的人間、ゲーテ的人間、そして、ショーペンハウアー的人間像である｣と、ニーチェはここで述べている。まず、ルソー的人間は｢最大の火｣を持ち、｢最も通俗的な影響を及ぼす｣。ルソー的人間は、｢自然だけが善だ、自然人だけが人間だ｣と叫ぶことによって、実は現にある自分を｢否定｣して、自己自身を超えて｢憧れる｣存在である。なので、この人間像はしばしば激烈な革命への希求が現れる。強い現実否認と、本来的なものへの憧れがその特質である。
これに対して、ゲーテ的人間はルソー的人間が身を委ねた過激な興奮の｢鎮静剤｣である。ゲーテ的人間は｢高次の様式における静観的人間｣となり、｢保守的・調和的な力｣をもつ。故に、また彼は、俗物に堕する危険も含んでいる。
では、ショーペンハウアー的人間とは何者か。ここにはニーチェの力点がある。ゲーテ的人間が欠いているのは、自然的粗野、メフィスト的な｢悪｣である。そして、まさしくその点でショーペンハウアー的人間が我々を鼓舞してくれる。ショーペンハウアーがゲーテ的な｢単に観想すること｣の上に付け加えたのは、人間の自己自身に対する｢誠実｣の能力である。つまり、｢自己自身を認識された真理にいつでもその第1の犠牲者として捧げ、どういう苦悩が自己の誠実から湧き出て来ざるを得ないか｣を疑視し、それに従うことに生の本来の意味を確認するような人間。これが、ショーペンハウアー的人間像に他ならない。
人間の矛盾を赤裸々に述べ立てることは、人々には悪意の発露と思われるかもしれない。しかし、ショーペンハウアー的人間の｢否定や破壊｣、そして、そこからくる、｢苦悩｣を自らひき受け入れる態度こそが、思想を単なる観想や調和の手段に落ち着かせず、真に具体的で活動的なものにするのである。

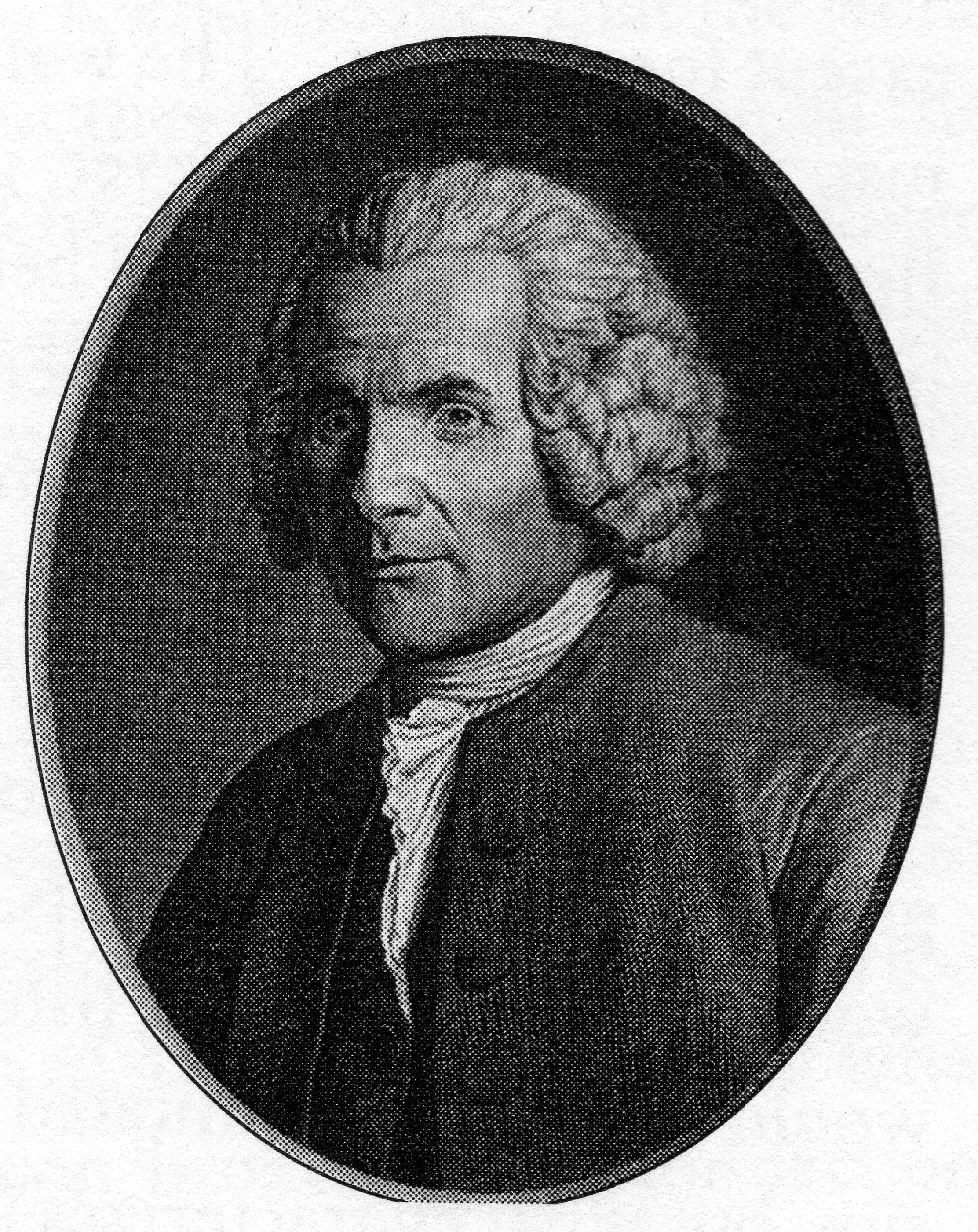
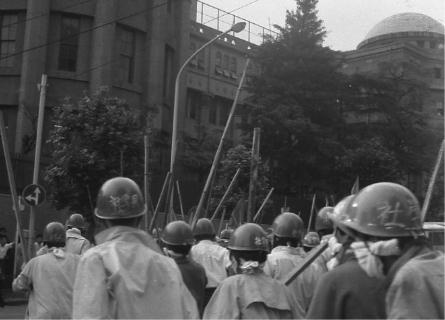
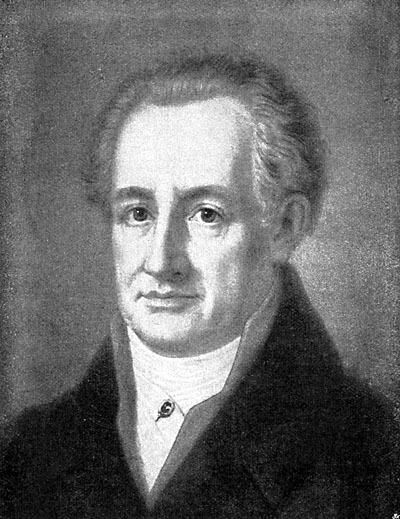
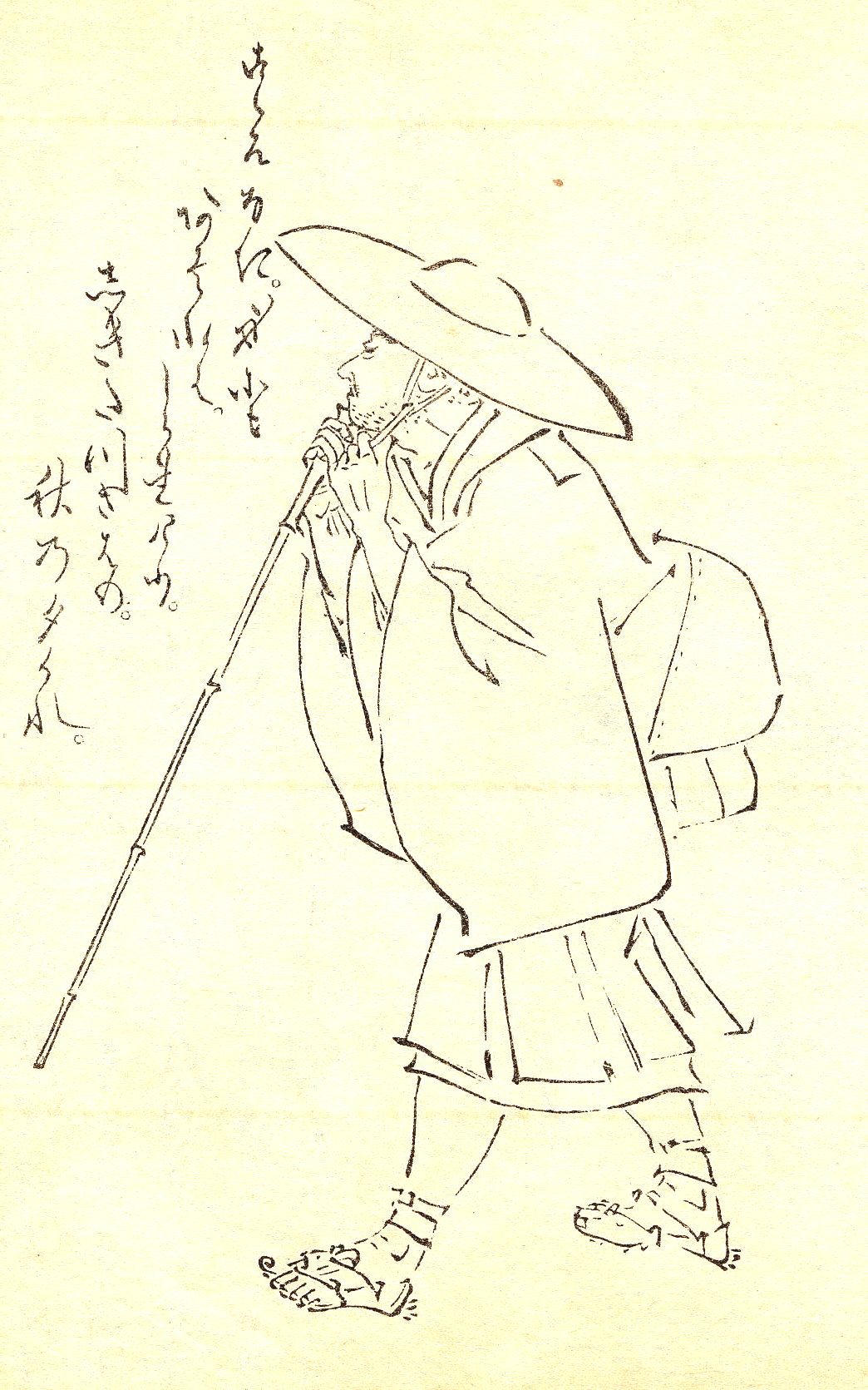
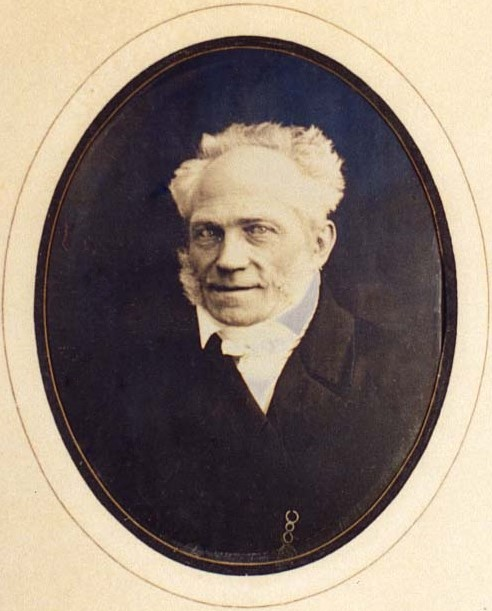
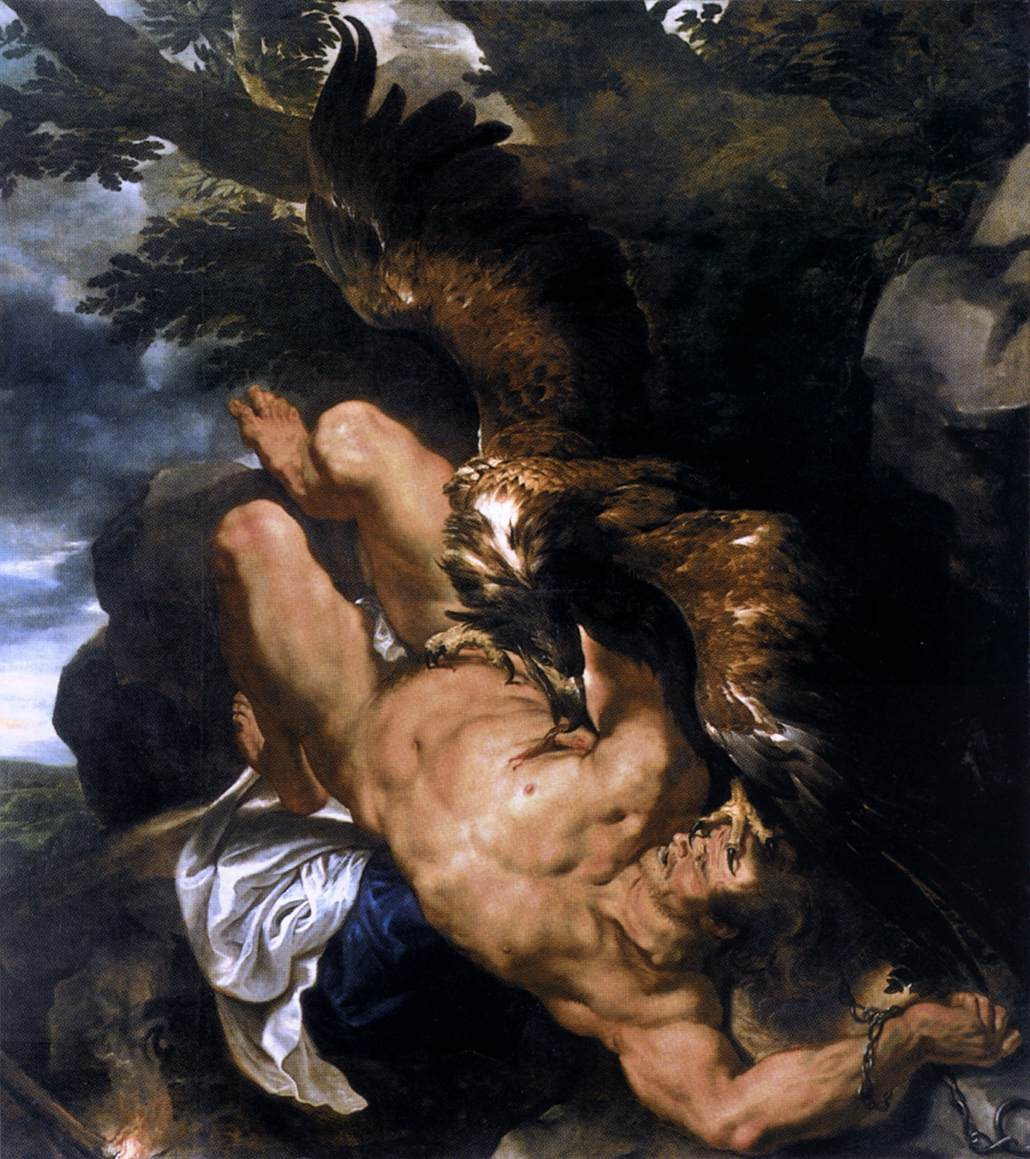

こうして、ニーチェにとって、｢現代文化｣は、ショーペンハウアー的人間の登場によって初めて新しい展望を見いだし得るものと見なされるのだが、この｢3つの人間像｣のイメージによってニーチェが説こうとしたものは根本的にどういうことだったろうか。
まず、ルソー的人間は、いわば、青年期的な過激で純粋なロマン主義を象徴する。そして、ゲーテ的人間とは、この過激なロマン主義が｢現実社会｣と調停される道筋を意味している。ところが、これは若いときに跳ね上がった人間が、年を食ってすっかり落ち着くという｢世俗的｣なプロセスに過ぎないことがしばしばある。そこで、ニーチェにとってショーペンハウアー的人間は、重要な意味を持つことになる。つまりそれは、単なるロマン主義への復帰ではなく、ゲーテ的なロマン主義の鎮静も必然とみて、なお、｢その先｣に考えられる人間の｢ロマン性｣の可能性として現れた、と言うことができる。

### バイロイトにおけるヴァーグナー
本稿では、リヒャルト・ワーグナーの音楽、人間性が述べられているが、ニーチェはワーグナーと友好的な関係であったにもかかわらず、その論評はお世辞にも良いとは言えない。また、原版は出版されたものより、より過激な内容であったという。
ニーチェは、ワーグナーとその芸術に対する評価の変化から、『反時代的考察』の出版にあたって、この評論の掲載を断念していたが、友人である熱狂的なワーグナー研究者のペーター・ガストに説得され、新たに修正を加える形で掲載されることになった。本論はワーグナーとその周辺の人々には好評であったが、後に、ニーチェがワーグナーの音楽祭に出席して以降、かねてからニーチェが抱いていたワーグナーに対する不安が決定的なものとなり、本稿は、ニーチェがワーグナーとその思想との決裂を予感させるものであった。

## 本来的意味
ニーチェが『反時代的考察』で示したショーペンハウアーから先の大きな見通しを、およそ次のような形でまとめられることができる。
革命の気運の時代の後、その挫折に伴って反動期がやってきた。その結果、ドイツ文化に次のような現象が蔓延した。
1, 愚劣な国家主義の台頭
2, キリスト教の堕落、その国家主義との癒着
3, 文化の営利主義、俗物主義
4, 単なる形式上の美（新奇なモノ、流行、世論）を追い求める傾向。つまり、美の内実の閑却。
これら、すべての事柄が忘れているのは、「生の本来的意味」を強く求め、苦悩を負ってもそれをどこまでも「誠実」に突き詰めるという態度である。ショーペンハウアーが初めてこうした道筋の可能性を示した（ワーグナーはその現実態であった）。
つまり、あくまで純粋なロマン主義にしがみつくのでなく、まずロマン主義（つまり、人間の純粋な理想）それ自体が孕んでいる現実的な矛盾をむしろ積極的に露わにすること、そして、その上で「それにもかかわらず」人間の本当の生の意味は、現実社会の論理のうちには全く見い出せないことをはっきりと示すこと。それが、ニーチェにとって必要なことだった。

## 文庫訳本
- 『反時代的考察 (上下巻) 』 井上政次訳（岩波文庫、1935年）　ISBN 4003363973
- 『反時代的考察（全２巻）』 秋山英夫訳（角川文庫、1975年） ISBN 4043015003
- 『ニーチェ全集〈4〉反時代的考察 (ちくま学芸文庫)』 信太正三訳（ニーチェ全集（11） 筑摩書房、1993年）　ISBN 4480080740